# Conflitos fronteiriços entre Síria e Turquia (2012–2014)
Os conflitos fronteiriços entre Síria e Turquia começaram em junho de 2012, quando um projétil de artilharia disparado da Síria matou cinco e feriu pelo menos 10 cidadãos turcos na cidade fronteiriça de Akçakale na Província de Şanlıurfa na Turquia. As Forças Armadas da Turquia realizaram um bombardeio em postos militares sírios com suas unidades de artilharia.
O conflito entre a Turquia e a Síria surgiu após o governo turco adquirir uma posição no âmbito da Guerra Civil Síria.
Ao longo da guerra, o presidente sírio, Bashar al-Assad acusou a Turquia, os Estados Unidos, Qatar, Arábia Saudita e outros países de apoiar grupos terroristas (referindo-se aos rebeldes sírios) pelo fornecimento de armas e dinheiro, assim como de interferir em assuntos internos da Síria. Por sua parte, o governo turco, liderado pelo primeiro-ministro Recep Tayyip Erdoğan, acusou a Síria de violar os direitos humanos do povo sírio ao atacar civis indefesos, e pediu uma ação rápida da comunidade internacional para conter a morte de cidadãos sírios e pediu a Bashar al-Assad que renunciasse ao cargo de presidente da Síria.
A Guerra Civil Síria deu origem a migração aos países vizinhos de aproximadamente 600.000 sírios, um terço dos quais se refugiaram na Turquia.
Em tempos recentes, o conflito levou a um bloqueio econômico entre os dois países, ataques a cidades e confrontos que prefiguram a ameaça de uma possível guerra entre a Síria e Turquia.

## Eventos controversos
Em várias ocasiões, o governo sírio acusou a Turquia de colaborar com os grupos terroristas e se intrometer em assuntos que não são de sua soberania. Enquanto que a Turquia acusou o governo sírio de violar os direitos humanos dos sírios, e seus aliados (Irã, China e Rússia) de apoio no fornecimento de armas ao governo de Assad, igualmente exortando a OTAN e a ONU em setembro, para ter um maior envolvimento no conflito.
Desde o início da Guerra Civil Síria, a Turquia condenou Assad pelo uso de violento de forças contra os manifestantes e pediu sua saída do cargo. Em outubro de 2011, a Turquia começou a abrigar o Exército Livre Sírio, oferecendo ao grupo uma zona de segurança e uma base de operação. Juntamente com a Arábia Saudita e o Catar, a Turquia também forneceu aos rebeldes armas e outros equipamentos militares.
Os eventos mais significativos foram os ataques do exército sírio a um ônibus de peregrinos turcos, a um campo de refugiados sírios na Turquia, a população turca na fronteira com a Síria e a derrubada de um avião turco. Em alguns incidentes, o governo sírio pediu desculpas à Turquia, enquanto que em outros sugeriu que este país provocou as suas forças.

### Ataque a um ônibus de peregrinos turcos

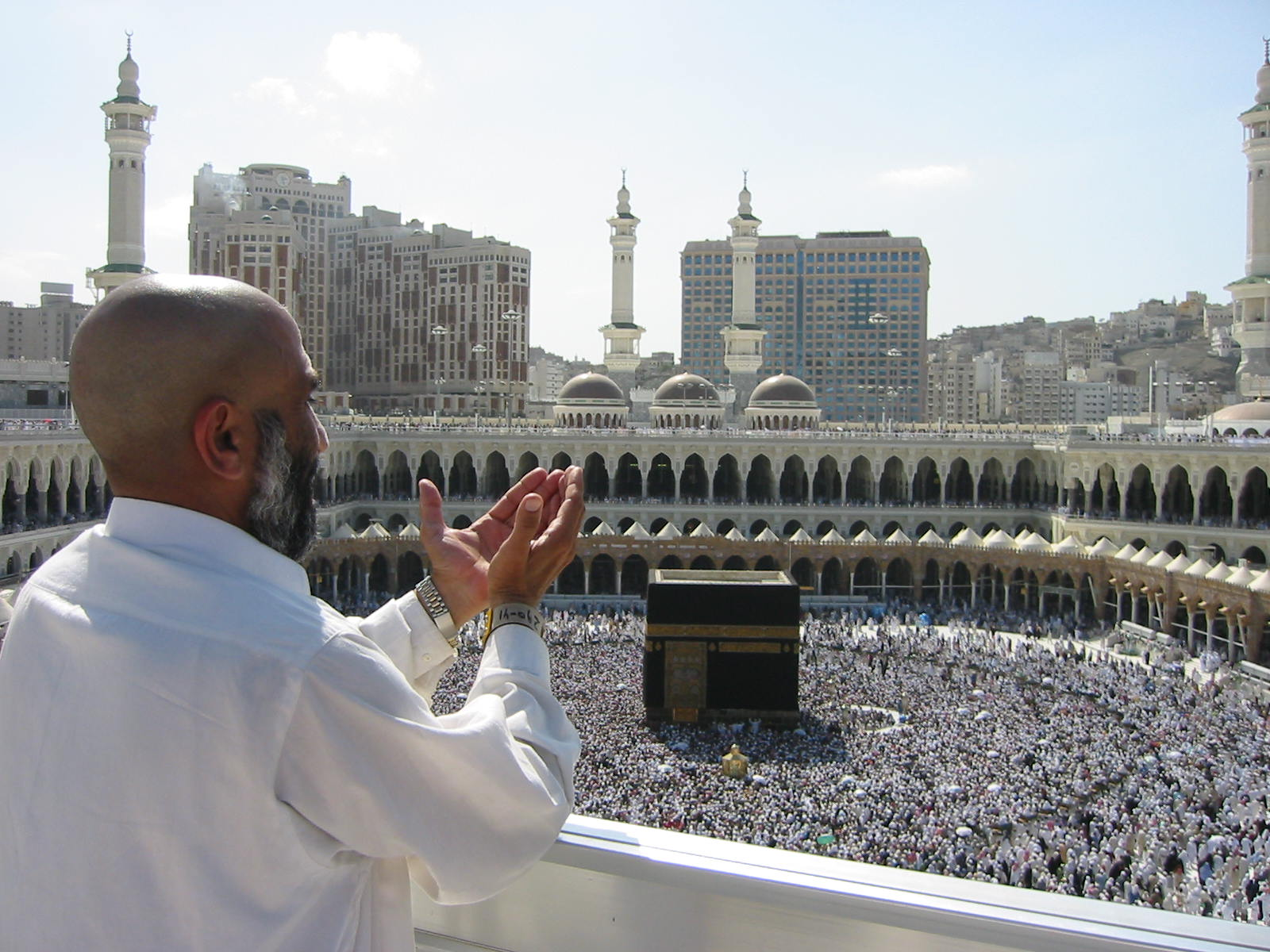
Peregrinação a Meca, atividade realizada pelos peregrinos antes de serem atacados pelo exército sirio.

Em 21 de novembro de 2011, um ônibus com peregrinos muçulmanos turcos caiu sob ataques por parte das forças armadas da Síria. O incidente teve um saldo de duas pessoas feridas, que foram transferidas para o hospital público em Antioquia, e aumentou a tensão entre a Turquia e a Síria.
O ataque ocorreu em um posto de controle perto de Homs, quando um comboio de oito ou nove ônibus turcos estava fazendo o seu trajeto para a Turquia através da passagem de fronteira retornando de uma viagem feita por ocasião da peregrinação a Meca (Arábia Saudita), que é realizada anualmente. De acordo com algumas fontes de informação, os soldados que participaram do ataque tinham características próprias da Síria. De acordo com outras fontes, houve duas ocasiões em que o exército sírio tentou atacar o ônibus. Um sobrevivente disse: "Deus nos salvou. Regressamos da morte certa", em uma entrevista à cadeia NTV.

### Ataque ao acampamento de refugiados

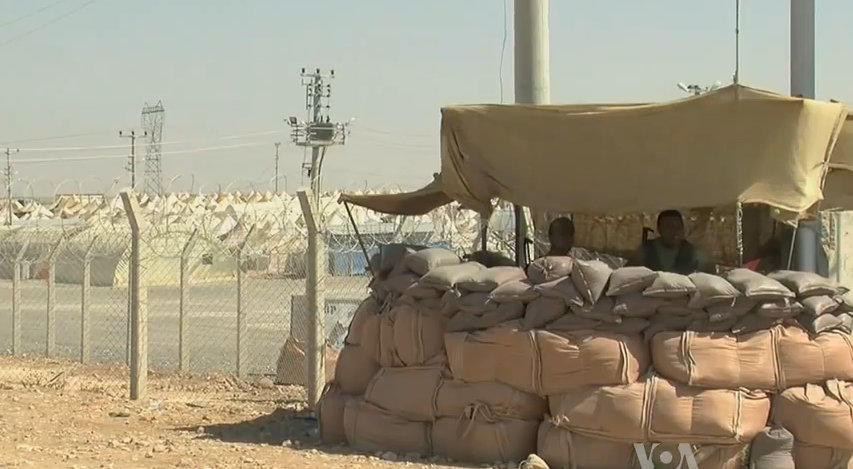
Acampamento de refugiados sírios na Turquia

Em 9 de junho de 2012, membros do exército sírio abriram fogo contra um campo de refugiados na fronteira com a Turquia (junto à cidade de Kilis), quando os refugiados ajudavam os cidadãos sírios a fugirem de seu país. O incidente fez várias vítimas. Alguns meios de comunicação informaram três mortes e dezenas de feridos, entre os quais um intérprete turco.
O Ministério das Relações Exteriores turco protestou contra a Síria e exigiu um cessar-fogo imediato. Além de 'lembrar' que sua fronteira é parte da OTAN e, finalmente, alertou ao governo de Bashar al-Assad que iria apelar para o artigo cinco da Organização do Tratado do Atlântico Norte.

### Derrubada de um avião

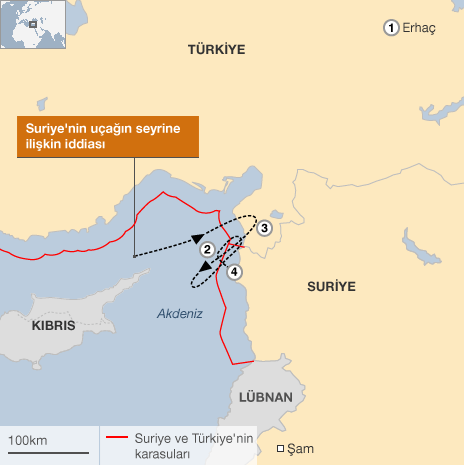
Percurso feito pelos tripulantes do avião abatido.

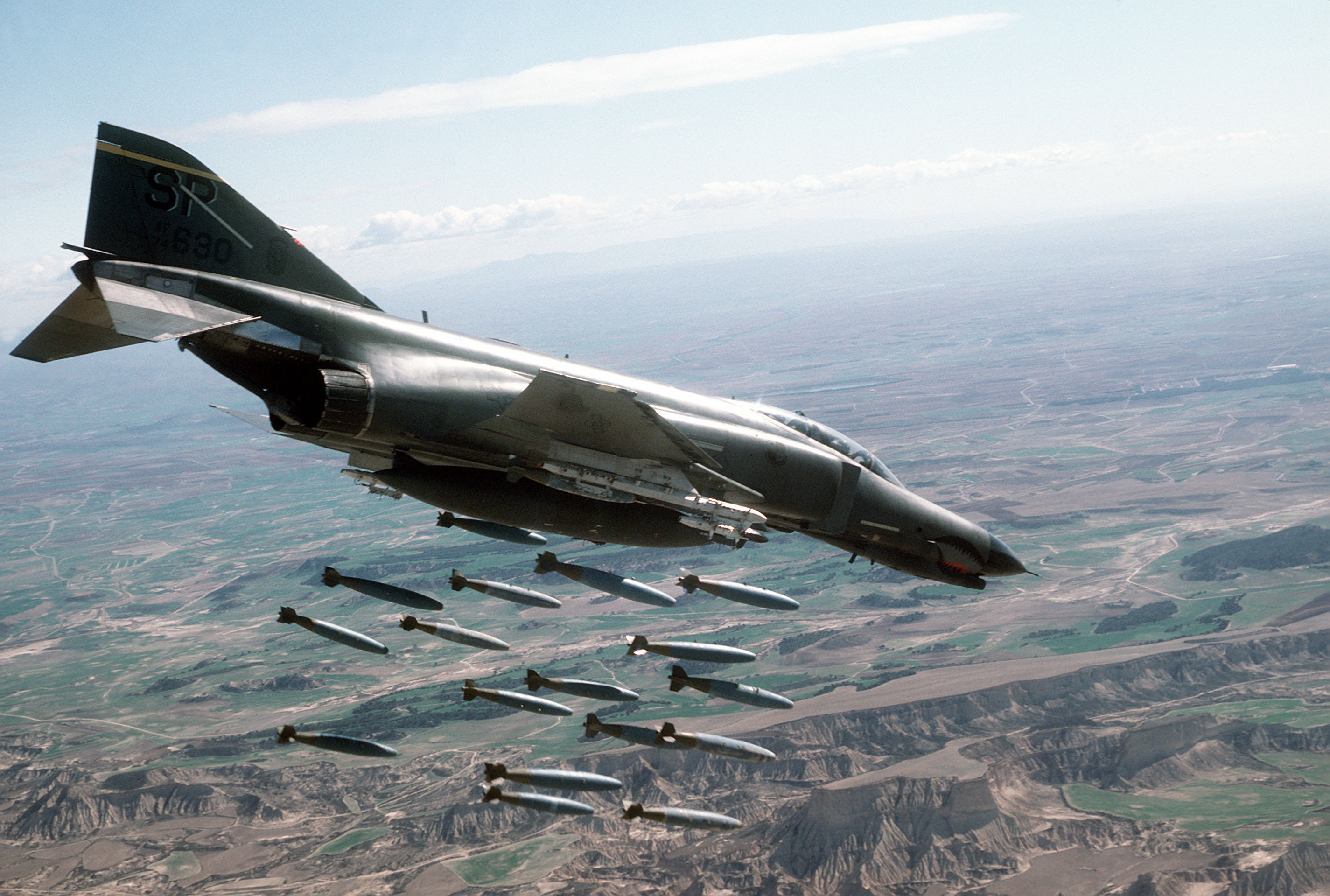
F-4 Phantom II, modelo de avião derrubado.

Em 22 de junho de 2012, efetivos das forças antiaéreas sírias derrubaram um avião não identificado que - de acordo com autoridades sírias - sobrevoava suas águas em baixa altitude, mas em alta velocidade (a cerca de um quilômetro da costa síria), na cidade de Lataquia. Diante disso, o governo turco enviou uma nota ao seu homólogo da Síria em que notificava a derrubada de um de seus caças com dois tripulantes, quando estes se encontravam em águas internacionais. De acordo com a Síria, o exército procedeu de acordo com as disposições da sua legislação (com respeito a violação de seu espaço aéreo) e que juntamente com as forças armadas turcas procederam com o respectivo rastreamento do aparato e dos tripulantes. De acordo com o presidente turco, o avião abatido não constituía ameaça à soberania síria, pois sobrevoava em águas internacionais; os sobrevoos eram rotineiros e alertou que o caça foi abatido no espaço aéreo internacional após acidentalmente entrar no espaço aéreo sírio, enquanto estava em um voo de treinamento para testar os recursos dos radares da Turquia. Já o primeiro-ministro turco, prometeu retaliação, dizendo: "as regras de engajamento das Forças Armadas Turcas mudaram ... a Turquia apoiará povo sírio de todas as maneiras, até se livrar do ditador sanguinário e sua gangue."
Ancara reconheceu que o jato voou sobre a Síria por um curto tempo, mas afirmou que esses sobrevoos temporários eram comuns, não tinham conduzido a um ataque antes, e alegou que os helicópteros sírios haviam violado o espaço aéreo turco cinco vezes sem serem atacados. Assad mais tarde lamentou o incidente.
Poucos dias depois, em 1 de julho, seis aviões F-16 turcos fizeram pousos de emergência em resposta a três incidentes de helicópteros sírios se aproximando da fronteira entre os dois países.

### Ataques na fronteira

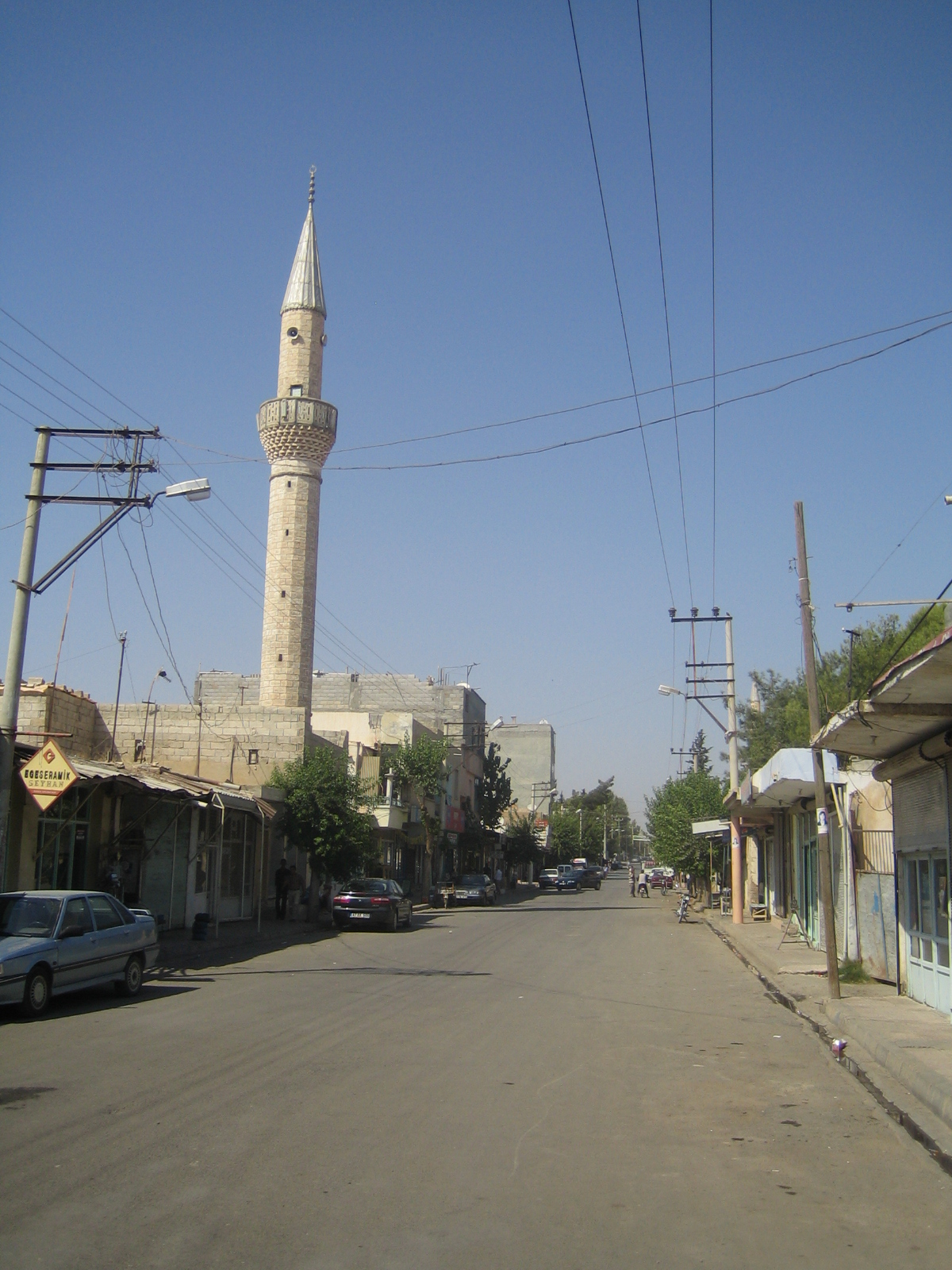
Akçakale, a cidade atacada pelo exército sírio.

Em 3 de outubro de 2012, unidades do exército sírio atacaram a cidade fronteiriça de Akçakale (província de Sanliurfa) provocando a morte de cinco civis turcos e outros treze feridos.  No mesmo dia, as forças militares turcas por uma prévia detecção por radar da origem do ataque, procedeu - em represália- a um bombardeio de postos de unidades do exército sírio matando um número desconhecido de pessoas. No dia seguinte, a ofensiva turca continuou e o primeiro-ministro turco apoiou o contra-ataque de suas tropas. De acordo com o Observatório Sírio para os Direitos Humanos, o bombardeio turco de um posto militar na Síria em 4 de outubro resultou na morte de três soldados sírios. O governo de Bashar al- Assad admitiu os ataques por parte de suas tropas argumentando ser um erro tático-militar e acrescentou que o ato não voltará a acontecer.
 Por sua parte, o Parlamento turco deu aval ao primeiro-ministro para proceder com uma declaração de guerra contra a Síria.
Em 5 de outubro, projéteis disparados pela artilharia síria em Lataquia caíram na zona rural da aldeia de Aşağıpulluyazı, no distrito de Yayladağı na província de Hatay. Um dia antes, o primeiro-ministro turco Recep Tayyip Erdogan anunciou em conferência de imprensa, durante a visita oficial do primeiro vice-presidente iraniano Mohammad Reza Rahimi, que um projétil sírio havia caído em Altınözü, província de Hatay. O segundo incidente não causou danos a pessoas ou bens. Imediatamente após este segundo incidente em Hatay, a artilharia do 3ª Batalhão de Fronteira Turco estacionado em Yayladağı disparou contra alvos militares sírios.
Um depósito de grãos em Akcakale sofreu poucos danos dos estilhaços de um morteiro sírio que explodiu em 6 de outubro, embora não houvesse registro de feridos. A Turquia respondeu bombardeando alvos militares sírios ao longo da fronteira e com o posicionamento de um pelotão de veículos blindados ACV-300 de transporte de pessoal, na fronteira sul de Akçakale, com suas armas apontadas em Tel Abyad, uma cidade a poucos quilômetros da Síria.
Em 8 de outubro, Altınözü foi novamente atingida por morteiros sírios, os 6 projéteis caíram em uma área rural sem causar ferimentos ou perda de vidas. A Turquia respondeu logo depois por bombardeios a posições sírias.

### Pouso de aeronave síria em território turco
Em 10 de outubro de 2012, a Turquia obrigou a pousar em Ancara um Airbus A320 da companhia Syrian Airlines que voava de Moscou a Damasco com 35 passageiros.  O incidente ocorreu pouco depois que as autoridades turcas proibiram a entrada de todas as aeronaves civis no espaço aéreo sírio.  As autoridades turcas alegaram suspeitas que o avião transportava um carregamento de armas destinadas à Síria. A Rússia exigiu uma explicação de Ancara e protestou contra os acontecimentos; a Síria considerou a operação turca como um ato de pirataria. Depois de nove horas de retenção, a Turquia permitiu a saída do avião.
O governo sírio considerou o incidente como um ato hostil do governo de Erdogan, que acusa de apoiar os rebeldes sírios, negou que a aeronave estava transportando armas ou mercadorias proibidas, e denunciou que alguns membros da tripulação sofreram abusos e exigiu a devolução da carga apreendida.
Pouco depois, os dois países fecharam seus espaços aéreos.

### Combates perto da fronteira
Em 12 de outubro de 2012, as tropas do exército sírio atacaram Azmarin (um povoado de sua jurisdição), criando o caos ao redor; no momento em que dezenas de pessoas estavam atravessando um rio próximo para fugir da Síria e buscar proteção na Turquia.
De acordo com testemunhas do fato, as Forças Armadas da Síria ao atacar, incitaram os rebeldes na área para depor as armas. Por sua parte, o exército turco reforçou militarmente a sua fronteira sul.
Durante o bombardeio de Azmarin por um helicóptero sírio, dois F-16 turcos sobrevoaram a fronteira. Coincidindo com isso, a Turquia enviou 60 tanques ao longo da fronteira, que foram adicionados aos 190 já implantados. A isso se acrescenta o envio de 15 caças a cidade turca de Diyarbakir, a cerca de 100 quilômetros da fronteira.

### Novo ataque turco contra a Síria
Em resposta a um míssil sírio lançado na fronteira com a Turquia em 17 de outubro; a Turquia lançou outro míssil no povoado sírio de Hatay. O ataque não causou vítimas e os danos foram limitados, mas agravou o conflito entre as duas nações.
Em 23 de outubro, um projétil antiaéreo atingiu um centro de saúde em Reyhanlı, a cerca de 200 metros da fronteira com a Síria. O projétil caiu em um quarto vazio, e não houve feridos. Foi aparentemente disparado de Harem, Distrito de Idlib, onde confrontos têm sido relatados entre rebeldes e tropas do governo. As autoridades turcas estão a investigar a origem do projétil.
Dois projéteis antiaéreos sírios atingiram 300 metros a norte da vila de Beşaslan na provincia de Hatay, Turquia, em 29 de outubro, pelo qual a Turquia imediatamente respondeu disparando sua própria artilharia para a Síria. Nenhuma das partes relatou mortes.

### Novo ataque sírio

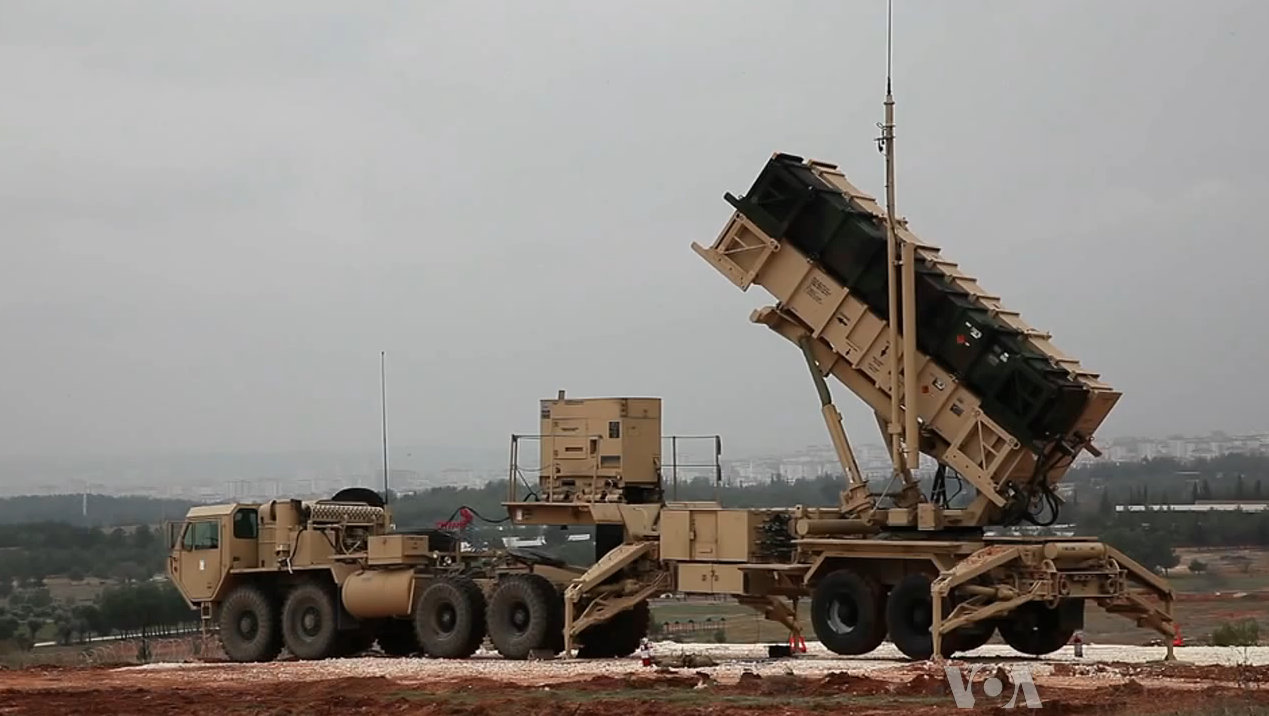
Mísseis americanos tipo Patriot, na fronteira entre a Turquia e a Síria, 2013.

Nas primeiras horas da manhã de 12 de novembro, um helicóptero militar sírio bombardeou posições rebeldes perto da cidade de Ras al-Ayn, perto da fronteira com a Turquia em toda Ceylanpınar na Província de Şanlıurfa. Os rebeldes responderam com fogo pesado de metralhadoras. Logo depois, um avião de combate sírio bombardeou a área. As janelas de vidro de alguns edifícios no centro da Ceylanpınar foram abaladas pela explosão. Um soldado turco e dois civis no lado turco teriam sido feridos durante o incidente. Os civis sírios fugindo do ataque cruzaram a fronteira para o território turco. Vários refugiados feridos foram levados para um hospital em Ceylanpınar por ambulâncias. O prefeito da cidade alertou aos moradores para não chegarem perto da fronteira para sua própria segurança.

### Pedido de instalação de mísseisPatriot
A Turquia solicitou que fossem instalados mísseis Patriot ao longo da fronteira, devido ao aumento da tensão entre os dois países, a penetração constante de mísseis sírios em território turco e a situação de guerra civil no país árabe. O ministro das Relações Exteriores turco, Ahmet Davutoglu, assinalou: "A fronteira turco-síria também é uma fronteira da OTAN. Se há violações de fronteira e outros riscos, e se a missão da OTAN é a segurança destas, está sob a égide de segurança comum".

### Resposta da OTAN
Após a invocação de Ancara do artigo IV do Tratado de Washington, o Conselho do Atlântico Norte da OTAN afirmou que a aliança: "... exige a cessação imediata de tais atos de agressão contra um aliado, e exorta o regime sírio a pôr um fim às violações flagrantes da lei internacional ..."
Em 9 de outubro, o secretário-geral da OTAN, Anders Fogh Rasmussen informou que a OTAN concluiu a elaboração de planos para defender a Turquia de ataques sírios.

## Incidentes em 2013

### Ataque de 14 de janeiro
Em 14 de janeiro de 2013, um tiro de canhão disparado por forças sírias atingiu o vilarejo turco de Akçabağlar, sem causar mortes.

### Atentados a bomba em fevereiro
Em 11 de fevereiro de 2013, uma bomba explodiu perto da fronteira síria-turca, em Cilvegözü, matando 14 pessoas.

### Tiroteios em Akçakale
Em 2 de maio de 2013, insurgentes anti-governo sírio e guardas de fronteira turcos trocaram tiros perto de Akcakale. Um soldado turco morreu no incidente.

### Atentado de Reyhanli
Em 11 de maio de 2013, dois carros bombas explodiram na cidade turca de Reyhanli, matando mais de 52 e ferindo mais de 100. Em resposta ao ocorrido, moradores teriam atacado campos de refugiados sírios perto da cidade.
No final de setembro de 2013, o Estado Islâmico do Iraque e do Levante assumiu a responsabilidade pelo ataque.

### Batalha de Azaz
Em 18 de setembro, o Estado Islâmico do Iraque e do Levante tomou a cidade de Azaz, que fica a apenas 5 Km da fronteira em uma batalha contra o Exército Sírio Livre.
Em 16 de outubro de 2013, o exército turco fez disparos contra posições do Estado Islâmico do Iraque e do Levante em um ponto da fronteira próximo a Azaz como resposta a um disparado oriundo do lado sírio que caiu perto de um posto avançado de fronteira turca.